# Woltschansk
Woltschansk (russisch Волчанск) ist eine Stadt in der Oblast Swerdlowsk (Russland) mit 10.010 Einwohnern (Stand 14. Oktober 2010).

## Geographie
Die Stadt liegt am Ostrand des Ural, etwa 450 km nördlich der Oblasthauptstadt Jekaterinburg. Das Klima ist kontinental.
Die Stadt Woltschansk bildet einen eigenständigen Stadtkreis und befindet sich etwa 15 km nördlich der Stadt Karpinsk.
Woltschansk liegt an der 1935 eröffneten Eisenbahnstrecke (nur Güterverkehr) Serow – Krasnoturjinsk (Station Woronzowka) – Sewerouralsk. Die Station der Stadt heißt Lesnaja Woltschanka.

## Geschichte
Seit dem 18. Jahrhundert war im Bereich des heutigen Woltchansk eine Ansiedlung bekannt, zunächst unter dem Namen Waltscha oder Woltscha, später Lesnaja Woltschanka in Anlehnung an den Namen des hier fließenden und östlich in Soswa mündenden Baches Woltschanka (Adaption einer vor-russischen Bezeichnung an eine Ableitung vom russischen wolk für Wolf).
1942 begann der Abbau der hier entdeckten Braunkohlevorkommen zur Versorgung der Kraft- und Hüttenwerke der Umgebung (wie Karpinsk, Krasnoturjinsk, Serow). Während des Krieges und in den ersten Nachkriegsjahren wurden um Woltschansk auch Insassen einer Außenstelle des Krasnoturjinsker Bogoslowski-Straflagers, darunter deportierte deutschstämmige Sowjetbürger, sowie Kriegsgefangene bei der Kohleförderung, im Bauwesen, bei der Munitionsherstellung und in der Forstwirtschaft eingesetzt.
1956 erhielt der Ort Stadtrecht unter dem heutigen Namen. In Folge ging jedoch die Kohleförderung zurück und Bedeutung wie Bevölkerungszahl sanken erheblich.

### Bevölkerungsentwicklung
| Jahr | Einwohner |
| ---- | --------- |
| 1959 | 25.031    |
| 1970 | 18.257    |
| 1979 | 14.819    |
| 1989 | 14.814    |
| 2002 | 11.043    |
| 2010 | 10.010    |

Anmerkung: Volkszählungsdaten

## Kultur und Sehenswürdigkeiten

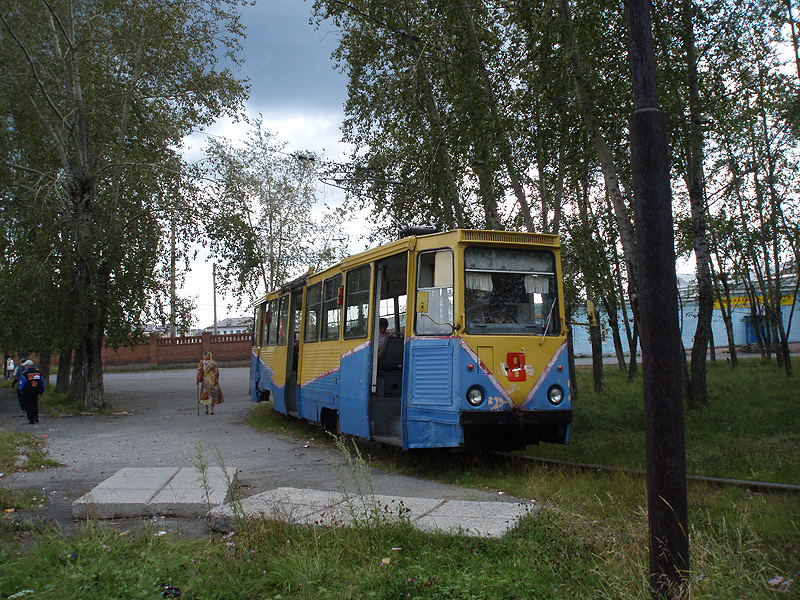
Straßenbahn in Woltschansk

Seit 2000 gibt es in Woltschansk ein kleines Heimatmuseum.

## Wirtschaft und Verkehr
Neben der Braunkohlenförderung gibt es Betriebe der Bau- (Asphalt, Ziegel) und Holzwirtschaft.
Woltschansk ist eine der kleinsten Städte mit einer eigenen Straßenbahn: die 7 km lange Linie wurde am 31. Dezember 1951 eröffnet und befördert pro Jahr etwa 400.000 Fahrgäste.